# Renato Verlič
Renato Verlič, slovenski glasbenik in kitarist, * 17. oktober 1942, Trstenik.
Renato Verlič je najbolj poznan kot kitarist v zadnji zasedbi Ansambla bratov Avsenik, kjer je nadomestil dolgoletnega kitarista Leva Ponikvarja. V dolgoletni karieri je sodeloval tudi v več drugih narodnozabavnih zasedbah.

## Življenje in delo
Renato Verlič se je rodil 17. oktobra 1942 na Golniku. Mladost je preživljal v Trsteniku. Najprej se je sam naučil igrati trobente. Pri štirinajstih letih se je pričel sam učiti še igranja kitare, pozneje mu je nekaj prijemov pokazal znan kitarist Mitja Butara. Pridružil se je kranjski godbi in se tam naučil tudi igranja baritona. Po vrnitvi s služenja vojaškega roka je igral kitaro in bariton pri Trsteničanih. Za njimi je enajst let nastopal z zasedbo Trgovci, kjer so igrali več zabavne kot narodnozabavne glasbe. Šest let je narodno glasbo igral v Švici, kjer je imel svoj ansambel. Po vrnitvi v Slovenijo je naslednja postaja njegove kariere bil Ansambel Franca Miheliča, kjer je igral dve leti, zatem pa še šest let pri avstrijskem ansamblu Ebenthaler Spitzbuam.
Leta 1989 je v Ansamblu bratov Avsenik nadomestil dolgoletnega kitarista Leva Ponikvarja. V zasedbi je igral do konca delovanja leta 1991. Že kot mlad fant se je s kolesom vozil v Begunje, da bi jih slišal, ko so igrali doma. Dobro se je spoznal s starši bratov Avsenik. Ko se je slutilo, da se bo Ponikvar upokojil, je Slavku Avseniku napisal pismo, da je njegova velika želja, da bi igral pri njih. Po Ponikvarjevi upokojitvi je ansambel razpisal avdicijo, na katero se je prijavilo okoli 14 kitaristov. Ti so morali v studiu na magnetofonski trak posneti Avsenikovo skladbo s kitaro, na podlagi katerih so potem v ožji izbor izbrali najboljše tri. Na vajo je prišel edini in postal njihov član. Prvič je z njimi nastopil na veliki turneji po Nemčiji in doživel, kakšen ugled je Avsenikov ansambel užival med poslušalci. Doma je z njimi prvič zaigral na velikem koncertu v Begunjah.
Sicer je v karieri sodeloval tudi z Ansamblom Mitje Kapša, Filzmooser Buam, Ansamblom Gašperji in Ansamblom Roberta Zupana, Ansamblom Igor in Zlati zvoki in Hišnim ansamblom Avsenik.

## Zasebno življenje
Nekaj let je bil zaposlen v tovarni obutve Planika v Kranju, po prestopu k Miheličevemu ansamblu leta 1981 pa je postal poklicni glasbenik.
20. aprila 1963 se je poročil z Majdo Žonta s Kokrice, ki jo je spoznal, ko je bila stara šele 17 let. Najprej sta živela v njenem domačem kraju, nato sta se leta 2004 preselila na Trstenik. V zakonu sta dobila sina Matjaža in hčer Alenko, po njiju pa štiri vnuke ter pravnuka in pravnukinjo. Leta 2013 sta praznovala 50-letnico zakona oz. zlato poroko. Dan pred tem je igral na spominskem večeru Leva Ponikvarja v Begunjah, kjer mu je bilo dano igrati na Ponikvarjevo kitaro. Leta 2023 sta z ženo praznovala že 60-letnico zakona oz. diamantno poroko. Praznovala sta jo na Kokrici v cerkvi svetega Lovrenca.
Po njem je talent za glasbo podedoval vnuk Luka, ki je igral klarinet pri ansamblu Gorenjski zvoki.
Renato Verlič je sicer poznan kot strasten hribolazec in gorski pohodnik. Okrog stokrat se je povzpel na Storžič, okoli desetkrat pa tudi na Triglav.